# Џордан Фармар
Џордан Фармар (енгл. Jordan Farmar; Лос Анђелес, 30. новембар 1986) бивши је амерички кошаркаш. Играо је на позицији плејмејкера.

## Детињство и младост
Фармар је рођен у Лос Анђелесу, држави Калифорнија и јеврејској породици. Када је имао две године, његови родитељи, отац Дамон Фармар и мајка Мелинда, су се развели и он је остао да живи с мајком. Његова мајка убрзо се удала за израелца Јехуду Коланија (данашњег Џордановог очуха). Фармар је био једини јеврејски кошаркаш у НБА лиги 2008./09. Кошарку је почео да игра када је имао само 4 године.

## Средња школа
Фармар је похађао три школе, пре него што се на другој години није преселио у средњу школу "Taft High School" у Вудланд Хилсу, предграђу Лос Анђелеса. У једној утакмици, Фармар је постигао рекордних 54 поена. На трећој години, Фармар је у просеку постизао 28,5 поена, 8,0 скокова, 5,9 асистенција и 4,5 украдених лопти, а на посљедњој години 27,5 поена и 6,5 асистенција. У две сезоне проведене у средњој школи „Тафт“, Фармар је постигао преко 2 000 поена. Од стране дневних новина Лос Анђелес Тајмс изабран је за играча године, а уз то освојио је још многа лична признања. Играо је и на Мекдоналд'с Ол Американ утакмици, у којој је за 19 минута проведених на паркету постигао 6 поена, 3 асистенције и 7 украдених лопти.

## Колеџ
Сматран једним од најбољих плејмејкера у држави, Фармар је као члан универзитетске екипе УЦЛА изабран у „All Pac-10“ тим. Као бруцош, у просеку је постизао 13,2 поена, 5,28 асистенција и одличних 80,1% с линије слободних бацања. Од стране интернетске странице „Rivals.com“ проглашен је фрешменом године и фрешменом Pac-10 конференције. Предводио је све бруцоше Пак-10 конференције у поенима, асистенцијама, процену слободних бацања и одиграним минутима.

## НБА

### Лос Анђелес Лејкерси
Фармар је на мерењима пре драфта импресионирао многе НБА скауте својим одразом од чак 106 цм. Касније је изабран као 26. пик НБА драфта 2006. од стране Лос Анђелес Лејкерса. Током уводних утакмица прве сезоне био је замена стартном плејмејкеру Смешу Паркеру. 31. марта 2007. потписао је за Лејкерсову развојну екипу Лос Анђелес дефендерсе. 1. априла 2007. постигао је 18 поена у поразу 101:109 против Анахејм арсенала. После победе Д-Фендерса натраг се вратио у екипу Лејкерса и одиграо утакмицу против Сакраменто Кингса. За 8 одиграних минута постигао је 4 поена, и тиме је постао први играч који је истог дана играо у утакмицама Д-Леагуе и НБА. Како је сезона одмицала, Фармар је изборио меесто у почетној петорци Лејкерса, а у првом кругу плејофа против Финикс Санса просечно је постизао 6,4 поена и 1,2 украдене лопте.
Након отпуштања Смеша Паркера, Ерона Меккија и Шамонда Вилијамса, Лејкерси су остали кратки на позицији плејмејкера. Због тога су у 1.кругу НБА драфта 2007. изабрали плејмејкера Јавариса Критентона, али је он касније замењен у Мемфис Гризлисе. Један од разлога замјене Критентона био је напоран и тежак рад Фармара који је током љета значајно напредовао, како би остао и изборио своје место у франшизи Лејкерса. У просеку је постизао 9,1 поена, 2,2 скока и 2,7 асистенција за 20,6 одиграних минута. Током сезоне био је замена за ветерана Дерека Фишера, који се након одласка из Јута Џеза вратио у Лејкерсе. Учинак каријере од 24 поена постигао је у утакмици против Мајами Хита. 24. децембра 2008, Фармар је подвргнут операцији менискуса у левом колену. Повреду је зарадио против Хита, када се приликом једне акције у којој је украо лопту и потрчао у контру коју је завршио полагањем повредио. Најављено је да ће због повреде пропустити 6-8 недеља. Пре повреде, Фармар је био на просеку од 7,9 поена и 2,4 асистенције. 25. јануара 2009, Фармар се опоравио од повреде много раније него што се очекивало и против Сан Антонио Спурса постигао 14 поена и 2 асистенције.

### Њу Џерзи Нетс
После освајања две шампионске титуле са Лејкерсима, 14. јула 2010. Фармар је потписао трогодишњи уговор вредан 12 милиона долара за екипу Њу Џерзи Нетса.

### Макаби Тел Авив
3. августа 2011. Фармар је потписао једоногодишњи уговор са Израелским Макабијем за време НБА Локаута. Фармар је био веома срећан због доласка у Тел Авив јер му је очух из тог града и ту је долазио као дете. Фармар је дебитовао у званичној утакмици за Макаби 1. октобра. У првој недељи новембра освојио је титулу за најбољег играча недеље након победе над Реалом из Мадрида у којој је постигао 27 поена. Његова последња утакмица у дресу Макабија је била 1. децембра у поразу против Партизана од 74-71.

### Атланта Хокси
11. јула 2012. Фармар је заједно са још четворицом саиграча трејдован у Атланта Хоксе за Џоа Џонсона и будућег пика прве рунде Драфта 2013.

### Анадолу Ефес
12. јула 2012. Фармар је потписао трогодишњи уговор са турским Анадолу Ефесом вредан 10,5 милиона евра.

## Успеси

### Клупски
- Лос Анђелес лејкерси:
  - НБА (2): 2008/09, 2009/10.